# کلمبوس (فیلم ۱۳۹۷)
کلمبوس فیلمی به کارگردانی، نویسندگی و تهیه‌کنندگی هاتف علیمردانی محصول سال ۱۳۹۷ است. این فیلم در تاریخ ۱۴ آذر ۱۳۹۷ در سینماهای ایران اکران شده‌است.

## خلاصه داستان
خانواده‌ای که قصد مهاجرت به آمریکا را دارند و چندین سال در انتظار اقامت بوسیله کارت سبز در این کشور هستند که یکی از اعضای فامیل قرار است برایشان این کار را انجام دهد با تغییر رئیس جمهور و تصویب قانون جدید منع مهاجرت مردمان ایرانی‌تبار درگیر مشکلاتی می‌شوند…

## بازیگران
| بازیگر          | نقش                  | توضیحات                              |
| --------------- | -------------------- | ------------------------------------ |
| فرهاد اصلانی    | سیروس مرسینا         | همسر هاله/مکانیک                     |
| مجید صالحی      | منوچهر (مایکل) منفرد | پسر حشمت‌علی خان/مشاور مهاجرتی        |
| سعید پورصمیمی   | حشمت‌علی خان منفرد    | پدر هاله و منوچهر و ناصر             |
| شبنم مقدمی      | هاله                 | همسر سیروس                           |
| هانیه توسلی     | شهناز (سارا)         | دختر دایی هاله و منوچهر/همکار منوچهر |
| میترا رفیع      | مریم                 | دختر هاله و سیروس/نامزد علیرضا       |
| عرفان ابراهیمی  | علیرضا               | نامزد مریم                           |
| فرنوش نیک‌ اندیش |                      | معلم زبان                            |
| نیما نیک‌طبع     | ناصر                 | پسر حشمت‌علی خان/ساکن کلمبوس          |
| فریده سپاه‌منصور | ننه صغری             | زن صیغه‌ای حشمت‌علی خان                |
| گیتی قاسمی      | اعظم                 | زن منوچهر                            |
| تورج الوند      |                      | متقاضی رفتن به آمریکا                |
| رایان علیمردانی | پسر هاله و سیروس     | بازیگر خردسال                        |
| پرستو بزم‌آرا    | دختر منوچهر و اعظم   | بازیگر خردسال                        |
| فرزان جلالی     | پسر ناصر             | بازیگر خردسال                        |